# Kruščica (Gospić)
Kruščica is een plaats in de gemeente Gospić in de Kroatische provincie Lika-Senj. De plaats telt 0 inwoners (2001).